# Liste der Typisierungen neurotischer Depressionen
Innerhalb der Psychoanalyse wurden von verschiedenen Autoren unterschiedliche Typisierungen von neurotischen Depressionen vorgeschlagen. Diese sind mit psychogenetischen und psychodynamischen Hypothesen verbunden und die Verwendung der Begriffe ist daher spezifisch für bestimmte Autoren und Schulen:
- anaklitische Depression (Spitz, 1946)
- anaklitische und introjektive Depression (Blatt, 1974)
- produktive und unproduktive Depression (Gut, 1989)
- Objekt-bezogene und narzisstische Depression (Glazer, 1979; Lax, 1989)
- Scham-Depression (Lewis, 1986)
- depressive Position (Klein, 1935)
- essentielle Depression (Marty, 1980)
- Abwehr-Depression (Mollon & Parry, 1984)
- Depression und Zwang (Quint, 1987)
- Über-Ich-Depression, Es-Depression, Ich-Depression, Ich-Ideal-Depression (Benedetti, 1981; Will, 1994)[2]
- paranoider Kern der Depression (Bloch, 1989)
- depressive Reaktion (Müller-Pozzi, 1988)
- Depression und Angst (Brenner, 1974, 1975; Heimann, 1974)
- adaptive Depression (Schmale, 1973)
- masochistische Depression (Berliner, 1942, 1966; Markson, 1993)
- hypochondrische Depression (Asch, 1966)
- Wut-Depression (Asch, 1966)
- hysterische Depression (Feigenbaum, 1926, Erickson & Kubie, 1941)
- Schuld-Depression (Weiss, 1944)
- orale Depression (Gerö, 1939)
- fordernde Depression, selbstzerstörerische Depression (Mentzos, 1995)